# Marques de Souza
Marques de Souza är en kommun i Brasilien.   Den ligger i delstaten Rio Grande do Sul, i den södra delen av landet, 1 600 km söder om huvudstaden Brasília. Antalet invånare är 4 068.
I omgivningarna runt Marques de Souza växer i huvudsak städsegrön lövskog. Runt Marques de Souza är det ganska glesbefolkat, med 32 invånare per kvadratkilometer.